# Elieson Lamina Accumulator Syndicate

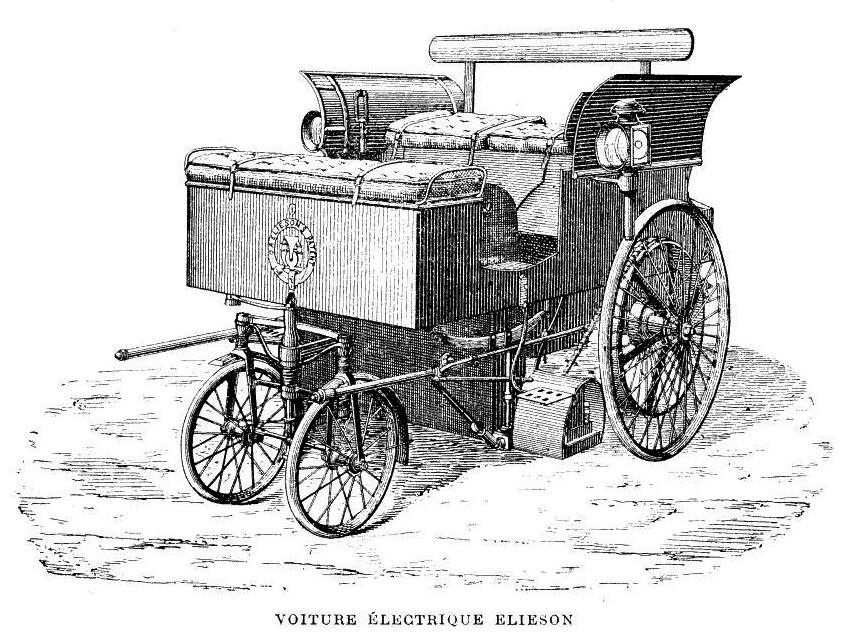
Elieson electric (1898)

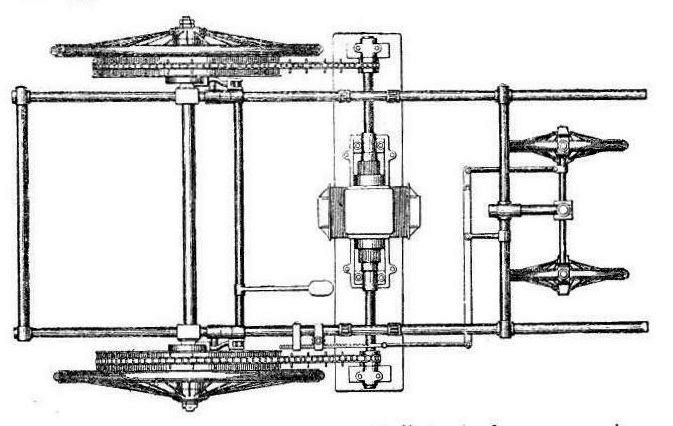
Elieson electric (1898), Draufsicht

Elieson Lamina Accumulator Syndicate Ltd. war ein britischer Hersteller von Automobilen.

## Unternehmensgeschichte
Das Unternehmen aus dem Londoner Stadtteil Camden Town begann 1897 mit der Produktion von Automobilen. Die Markennamen lauteten Elieson und Swan. Es bestand eine Verbindung zu John Warrick & Company Ltd. aus Reading. 1898 endete die Produktion.

## Fahrzeuge
Im Angebot standen Elektroautos. 1898 wurde ein vierrädriges Fahrzeug mit vorderer Schmalspur, kleinen Vorderrädern und großen Hinterrädern beschrieben. Ein Stahlrohrrahmen trug eine offene Karosserie mit Platz für vier Personen in Vis-à-vis-Anordnung. Ein Elektromotor trieb über seitliche Ketten die Hinterachse an. 30 Lamina-Akkumulatorzellen lieferten eine Kapazität von 80 Ah.
Daneben entstanden Taxis und Lieferwagen.